# David Córdova
David Manuel Córdova Pinto (Santiago de Chile, Chile, 1 de febrero de 1983) es un futbolista chileno. Hace su debut en el profesionalismo el año 2003.

## Clubes
| Club                  | País  | Año       |
| --------------------- | ----- | --------- |
| Unión Española        | Chile | 2003      |
| Deportes Quilicura    | Chile | 2004      |
| Trasandino            | Chile | 2005-2006 |
| Unión Española        | Chile | 2007      |
| Municipal Iquique     | Chile | 2008      |
| Deportes Puerto Montt | Chile | 2009      |
| Rangers               | Chile | 2010      |
| Magallanes            | Chile | 2011      |

## Palmarés

### Distinciones individuales
| Distinción                                                 | Año  |
| ---------------------------------------------------------- | ---- |
| Máximo goleador de la Tercera División de Chile (35 goles) | 2006 |

- Datos: Q5232752